# Bataille de Monterey
guerre américano-mexicaine
Batailles
La bataille de Monterey, en Californie, a lieu le 7 juillet 1846, pendant la guerre américano-mexicaine. Les États-Unis prennent la ville sans opposition.

## Prélude
En février 1845, lors de la bataille de Providencia, les forces californios chassent le gouverneur non-californio nommé par les Mexicains, Manuel Micheltorena, et la plupart de ses forces de la Haute-Californie. Le gouvernement central de Mexico annule une tentative de réaffirmation de son autorité et reconnait à contrecœur le régime du gouverneur californien qui lui succède, Pio Pico, qui est resté nominalement en charge de la Haute-Californie:13.
Les principales forces dont disposent les États-Unis en Californie sont les quelque 400 à 500 marins et Marines américains à bord des cinq navires de l'escadron du Pacifique de la Marine. En novembre 1845, le commodore John D. Sloat, commandant de l'escadre du Pacifique, alors à Mazatlán, au Mexique, est rejoint par l'USS Cyane, qui porte l'ordre que si Sloat apprenait « sans l'ombre d'un doute » que la guerre entre les États-Unis et le Mexique avait commencé, il doit s'emparer de la baie de San Francisco et bloquer les autres ports de Californie:98.
Le 17 mai 1846, le commodore Sloat reçoit la nouvelle des premières hostilités ouvertes sur le Rio Grande. Le 26 mai, Sloat est informé de la bataille de Palo Alto et de la bataille de Resaca de la Palma, après quoi il envoie un message codé au secrétaire de la Marine George Bancroft l'informant qu'il part pour la Californie:167. Après avoir retardé son départ, Sloat apprend le 7 juin qu'une escadre américaine a bloqué Vera Cruz:142. Sloat navigue sur la frégate Savannah le 8 juin et arrive à Monterey le 1er juillet:168,170.
Ils rejoignent le sloop Cyane, parti le 19 juin et déjà sur place:205. Les États-Unis craignent que les Britanniques ne tentent d’annexer la Californie pour satisfaire leurs créanciers:180. Les navires de la station britannique du Pacifique au large de la Californie sont plus nombreux, en termes d'hommes comme de canons:199.
Le 5 juillet, Sloat reçoit un message du capitaine John B. Montgomery du Portsmouth dans la baie de San Francisco rapportant les événements de la révolte du drapeau à l'ours à Sonoma et son soutien ouvert par le capitaine breveté John C. Frémont:143. Le 6 juillet, croyant que Frémont agit soit sur ordre de Washington, soit sur information selon laquelle la guerre a été déclarée, Sloat commence à exécuter ses ordres. Dans un message à Montgomery, Sloat transmet sa décision de s'emparer de Monterey et ordonne au commandant de prendre possession de Yerba Buena (aujourd'hui San Francisco), ajoutant : « Je suis très impatient de savoir si le capitaine Frémont coopérera avec nous »:170.

## Bataille

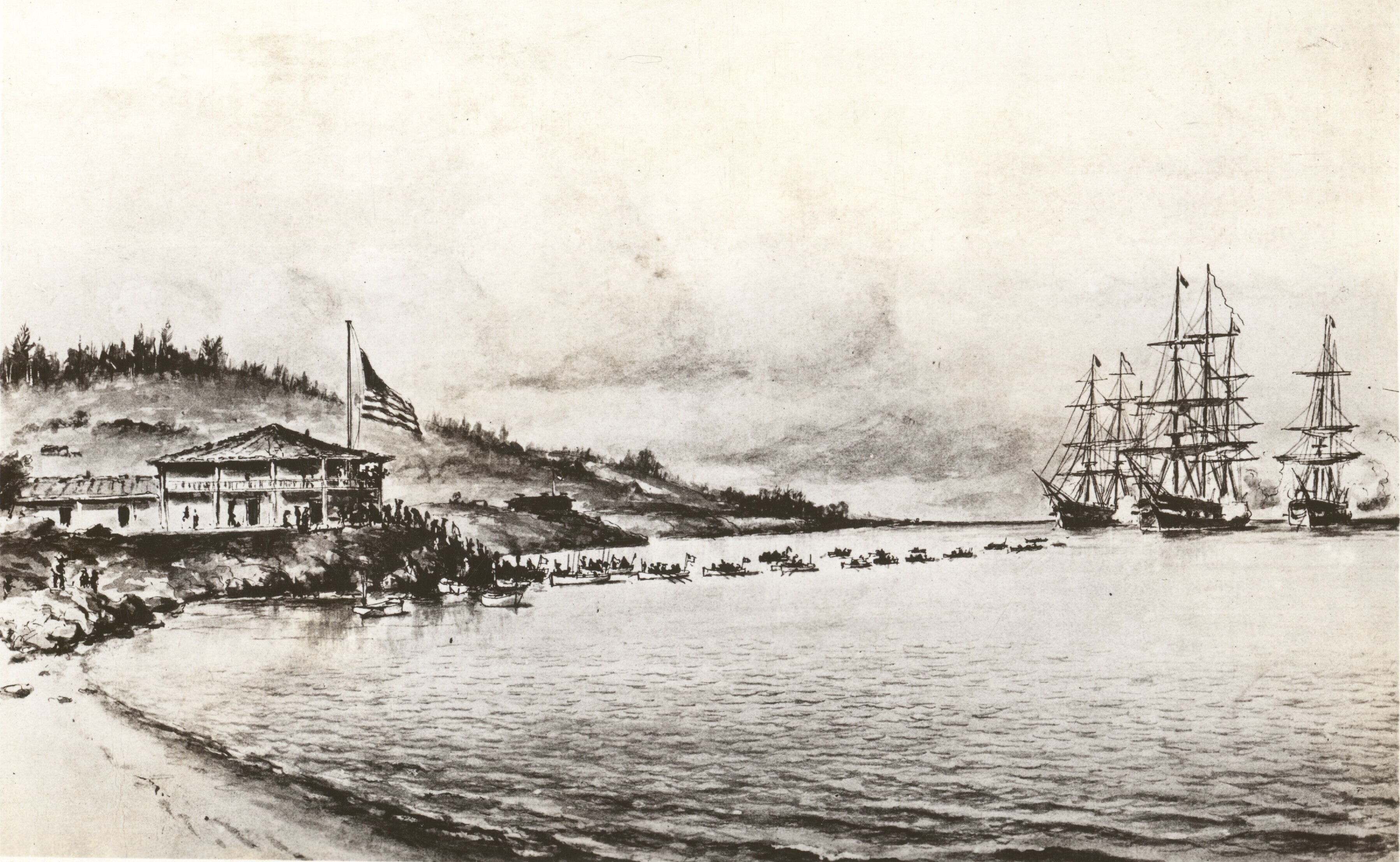
La prise de Monterey par les États-Unis par le commodore Sloat

Tôt le 7 juillet 1846, la frégate USS Savannah et les deux sloops, l'USS Cyane et l'USS Levant de la marine américaine, commandés par le commodore John D. Sloat, s'emparent de Monterey et hissent le drapeau des États-Unis.
Le capitaine William Mervine du Cyane arrive à terre avec un petit groupe du Savannah à 7h30 et demande la reddition du port au commandant mexicain, le capitaine Mariano Silva:170. Silva répond qu'il n'est « pas autorisé à céder la place »:170. En fait, Silva commande une garnison inexistante:170, car il n'a pas de poudre à utiliser dans les quelques canons dont il dispose:205. Le général californio José Castro a cantonné ses forces de cavalerie à l'intérieur des terres, à San Juan Bautista:24.
À 10 heures du matin, 225 marins et marines des trois navires de guerre de Sloat débarquent et se mettent en formation devant la douane:170,. Le commissaire Rodman M. Price lit la proclamation de Sloat et l'affiche en anglais et en espagnol, déclarant qu'un état de guerre existait entre les États-Unis et le Mexique et que « désormais la Californie fera partie des États-Unis »:171,.
Les seuls coups de feu tirés sont une salve de 21 coups de canon au nouveau drapeau américain, tirée par chacun des navires de la marine américaine dans le port:252. Les navires britanniques observent mais ne prennent aucune mesure. Un messager est envoyé au général Castro à San Juan Bautista pour lui demander sa reddition, ce qu'il refuse:144.

## Conséquences

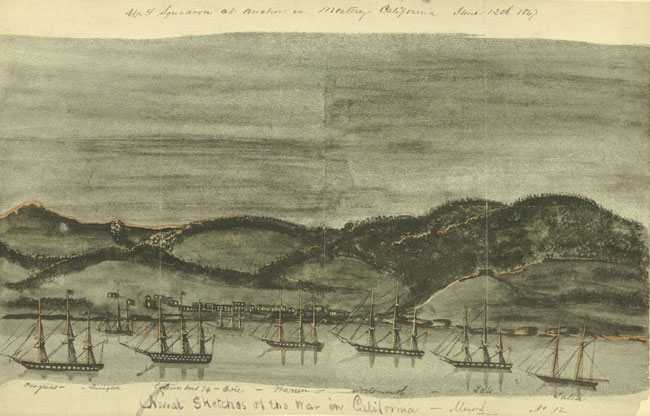
La flotte américaine au mouillage à Monterey un an après sa capture en juin 1847.

Sloat reconnait les titres immobiliers mexicains et les terres de l'Église:171. Il établit également des juges de paix lorsque les alcades démissionnent de leurs fonctions:171.
Le capitaine Montgomery du Portsmouth reçoit le message de Sloat lui demandant de s'emparer de Yerba Buena le 8 juillet et envoie le lieutenant Joseph W. Revere à Sonoma et au fort Sutter pour informer Fremont de la capture de Monterey. Montgomery et 70 hommes débarquent peu avant 8 heures le 9 juillet devant des spectateurs curieux et lit le communiqué à la douane:171. Il remplace ensuite le drapeau à l'ours, qui avait été hissé le 2 juillet:138, par le drapeau américain:171 qui est hissé avec une salve de 21 coups de canon:172. Montgomery envoie ensuite le commissaire James H. Watmough pour informer Fremont de l'occupation de Yerba Buena et de la demande de réunion de Sloat:172.

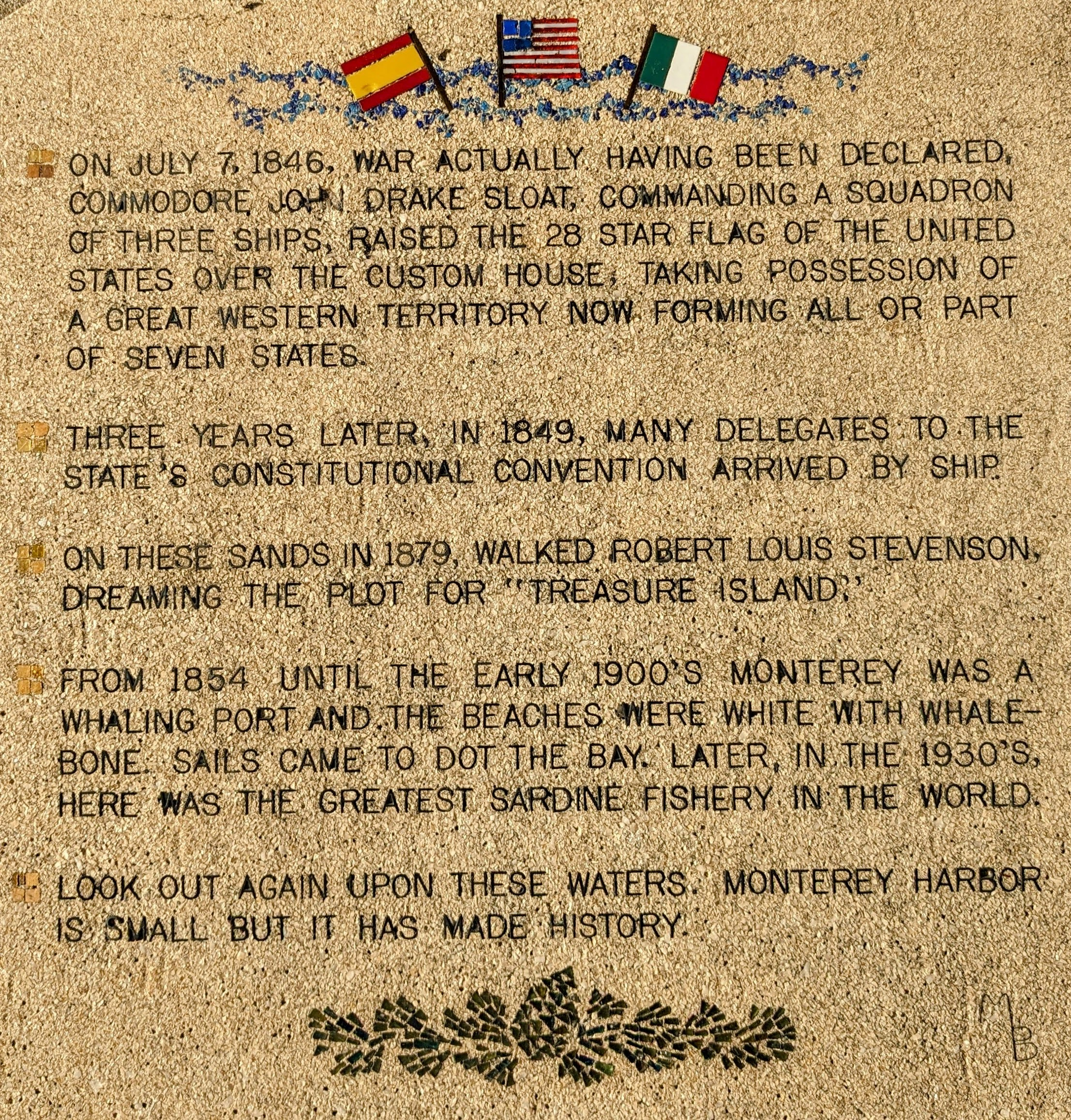
Plaque commémorant la bataille, située dans le port de Monterey.

Le commodore Robert F. Stockton arrive à la baie de Monterey à bord du Congress le 15 juillet et prend le commandement de Sloat, âgé de 65 ans:170,:151. Le navire de ligne britannique Collingwood arrive à Monterey le 23 juillet et le Juno arrive à Yerba Buena le 11 juillet, mais aucun des deux navires n'interfère dans les activités américaines:172.
Le 19 juillet, le groupe de Frémont entre à Monterey. Frémont, ayant été sollicité, rencontre Sloat à bord du Savannah . Lorsque Sloat apprend que Frémont a agi de sa propre autorité (soulevant ainsi le doute quant à une déclaration de guerre), il se retire dans sa cabine:149–151. Le 23 juillet, Frémont est nommé major commandant du bataillon de Californie, qu'il a contribué à former avec sa force d'exploration de 60 hommes et des volontaires de la Bear Flag Republic:173. Le bataillon de Californie, dont la taille varie de 160 à 428 hommes:253,, bénéficie de la solde régulière de l'armée et est utilisé pour tenir garnison et maintenir l'ordre dans les villes qui se sont rendues.
Les Américains tiennent le nord de la Californie, mais le général Castro et le gouverneur Pico prévoient une résistance dans le sud:172. Cependant, le 11 août, en apprenant l'avancée de l'armée américaine sur le pueblo de Los Angeles, avec environ 1 500 habitants, l'armée californienne d'environ 100 hommes, qui manque d'argent et de soutien populaire, se disperse. Ses dirigeants, Castro et Pico, partent ce jour-là pour le département mexicain de Sonora. Le gouvernement mexicain en Californie a cessé d’exister:176.

## Marqueur de monument historique de Californie
L'ancienne douane de Monterey (en) devant laquelle a été hissé le drapeau américain le 7 juillet 1846 devient le premier site désigné comme un monument historique de Californie le 1er juin 1932. Elle fait partie du Parc historique d'État de Monterey (en), lui-même un quartier historique national avec la maison Larkin (en) voisine.